# Липаметса
Ли́паме́тса (эст. Lipametsa) — деревня в волости Рапла уезда Рапламаа, Эстония. 
До административной реформы местных самоуправлений Эстонии 2017 года входила в состав волости Райккюла.

## География и описание
Расположена в 51 километре к югу от Таллина и в 8 км к юго-западу от волостного и уездного центра — города Рапла. Высота над уровнем моря — 58 метров.
Официальный язык — эстонский. Почтовый индекс — 78406.

## Население
По данным переписи населения 2021 года, в Липаметса проживал 21 человек, все — эстонцы.
Численность населения деревни Липаметса по данным переписей населения:
| Год  | 1959 | 1970 | 1979 | 1989 | 2000 | 2011 | 2021 |
| ---- | ---- | ---- | ---- | ---- | ---- | ---- | ---- |
| Чел. | 73   | ↘ 43 | ↗ 50 | ↘ 37 | ↘ 27 | ↘ 23 | ↘ 21 |

## История
Деревня сформировалась в 1920-х годах из хуторов деревни Липа, расположенных у леса. Территория деревни включает в себя ранее бывшими самостоятельными деревни Ахнепере (эст. Ahnepere, в 1489 году упоминается как Hanever, в 1798 году — Achne, в XV веке была также мыза) и Лубья (эст. Lubja, в 1492 году упоминается как Lubbie). В деревне есть хутор Раквере (эст. Rakvere talu), который увязывают с прежней деревней (в Датской поземельной книгу 1241 года записана как Rækævær, в 1506 году — Rackfer).

### Комментарии
1. ↑  Эстонские топонимы, оканчивающиеся на -а, не склоняются (исключение — Нарва)